# Шифан
Шифан (кит. спр. 什邡市, піньїнь: Shífāng Shì) — місто-повіт у центральнокитайській провінції Сичуань, складова міста Деян.

## Географія
Шифан розташовується майже у центрі Сичуані у межах Сичуанської западини на висоті близько 520 метрів над рівнем моря.

### Клімат
Місто знаходиться у зоні, котра характеризується вологим субтропічним кліматом. Найтепліший місяць — липень із середньою температурою 25 °C. Найхолодніший місяць — січень, із середньою температурою 5,3 °С.
| Клімат Шифана           | Клімат Шифана | Клімат Шифана | Клімат Шифана | Клімат Шифана | Клімат Шифана | Клімат Шифана | Клімат Шифана | Клімат Шифана | Клімат Шифана | Клімат Шифана | Клімат Шифана | Клімат Шифана | Клімат Шифана |
| Показник                | Січ.          | Лют.          | Бер.          | Квіт.         | Трав.         | Черв.         | Лип.          | Серп.         | Вер.          | Жовт.         | Лист.         | Груд.         | Рік           |
| Середній максимум, °C   | 9             | 10,8          | 15,2          | 21,1          | 26            | 27,6          | 29,2          | 29,1          | 25            | 20,2          | 15,6          | 10            | 19,9          |
| Середня температура, °C | 5,3           | 7,1           | 10,9          | 16,1          | 20,9          | 23,5          | 25            | 24,5          | 21            | 16,7          | 11,9          | 6,5           | 15,8          |
| Середній мінімум, °C    | 2,4           | 4,3           | 7,5           | 12,2          | 16,7          | 20,3          | 21,8          | 21,2          | 18,3          | 14,3          | 9,1           | 3,7           | 12,7          |
| Норма опадів, мм        | 8.9           | 11.8          | 20.9          | 45            | 70.7          | 95            | 215.6         | 213           | 128.8         | 39.3          | 14.2          | 5             | 868.2         |
| Вологість повітря, %    | 84            | 83            | 81            | 80            | 76            | 81            | 86            | 86            | 86            | 84            | 83            | 84            | 82.8          |
| ----------------------- | ------------- | ------------- | ------------- | ------------- | ------------- | ------------- | ------------- | ------------- | ------------- | ------------- | ------------- | ------------- | ------------- |
| Джерело: data.cma.cn    |               |               |               |               |               |               |               |               |               |               |               |               |               |